# يوسف المنقوش
يوسف المنقوش (1950 بنغازي - ) رئيسُ أركانِ القوات المسلحة الليبية. عيّنه المجلس الوطني الانتقالي في أول تحرك للمجلس نحو بناء المؤسسة عقب ثورة 17 فبراير. اللواء ركن المنقوش قائد عسكري متقاعد انضم إلى جهود إنهاء حكم القذافي.

## في عهد القذافي
المنقوش من نفس دفعة اللواء عبد الفتاح يونس.[بحاجة لمصدر] هناك حوالي ثمان دفعات بينه وبين اللواء عبد الفتاح يونس وفقاً لاخر بوكاست اجري معه. خدم المنقوش في صفوف الجيش الليبي في عهد القذافي، وتقاعد سنة 1994 عندما كان يحمل رتبة عقيد ركن. وكان قائدًا بالقوات الخاصة وتحديدًا بالصاعقة.[بحاجة لمصدر] لم يكن يوماً أمراً للقوات الخاصة حسب قوله.

## خلال ثورة 17 فبراير
انضم لقوات الثوار في فبراير 2011 وكان قائدًا ميدانيًا خلال المعارك، أسرته كتائب القذافي في البريقة في شهر أبريل، وأُطلق سراحه أواخر أغسطس بعد تحرير طرابلس.
خرج على شاشة قناة الليبية التي كانت تابعة لنظام القذافي حينها في محاولة منهم لإجباره بأن ما يحصل في ليبيا مؤامرة خارجية لكنه أظهر شجاعته ولم يرضي نعت الثوار بالجرذان[بحاجة لمصدر] كما قال عنهم القذافي.